# 1083

## Родени
- 1 декември – Анна Комнина, византийска историчка